# Сливница (община)
Вижте пояснителната страница за други значения на Сливница.
Община Сливница се намира в Западна България и е една от съставните общини на Софийска област.

## География

### Географско положение, граници, големина
Общината се намира в западната част на Софийска област. С площта си от 187,433 km2 е 14-а по големина сред 22-те общини на областта, което съставлява 2,65% от територията на областта. Границите ѝ са следните:
- на север – община Драгоман;
- на изток – община Костинброд.
- на югоизток – община Божурище;
- на югозапад – община Брезник, област Перник.

### Природни ресурси

#### Релеф
Релефът на общината е равнинен, хълмист и ниско планински и територията ѝ попада в пределите на Софийската котловина и планината Вискяр.
Около половината от територията на община Сливница се заема от западните части на Софийската котловина с надморска височина между 600 и 650 m. Югоизточно от град Сливница, на границата с община Костинброд, в коритото на Сливнишка река е най-ниската ѝ точка 565 m н.в.
Югозападно от Софийската котловина релефът става хълмист и започва да се повишава, като постепенно преминава в ниско планински. Тук са разположени североизточните ридове на ниската планина Вискяр. Най-високата ѝ точка в пределите на община Сливница е връх Мечи камък 1077 m, разположен на 1 km западно от село Ракита, на границата с община Брезник.

#### Води
Най-голямата река в общината е Сливнишка река (десен приток на река Блато, която е ляв приток на Искър). Тя извира от северното подножие на връх Мечи камък на 1020 m н.в. До село Радуловци тече на север в дълбока залесена долина с голям наклон. Преди село Бърложница завива на изток и при село Алдомировци навлиза в Софийското поле. Минава през град Сливница и югоизточно от него напуска пределите на общината. Влива се отдясно в река Блато (ляв приток на Искър) на 542 m н.в., на 700 m северозападно от кв. „Обединение“ на град Костинброд. Площта на водосборния ѝ басейн на реката е 173 km2, което представлява 22,4% от водосборния басейн на река Блато. Основни притоци са реките: Слатина (ляв), Гълъбовска река (десен), Криворащица (десен).
В западната част на общината, през селата Повалиръж и Драготинци протича Габерска река (ляв приток на Нишава) с част от горното си течение.
На 4 km северно от село Алдомировци и разположено Алдомировското блато.

## Население

### Етнически състав (2011)
Численост и дял на етническите групи според преброяването на населението през 2011 г.:
|                     | Численост | Дял (в %) |
| Общо                | 9681      | 100,00    |
| Българи             | 9000      | 92,97     |
| Турци               | 6         | 0,06      |
| Цигани              | 154       | 1,59      |
| Други               | 16        | 0,17      |
| Не се самоопределят | 18        | 0,19      |
| Неотговорили        | 487       | 5,03      |

### Движение на населението (1934 – 2021)
| Община Сливница                               | Община Сливница | Община Сливница | Община Сливница | Община Сливница | Община Сливница | Община Сливница | Община Сливница | Община Сливница | Община Сливница | Община Сливница | Община Сливница |
| --------------------------------------------- | --------------- | --------------- | --------------- | --------------- | --------------- | --------------- | --------------- | --------------- | --------------- | --------------- | --------------- |
| Година                                        | 1934            | 1946            | 1956            | 1965            | 1975            | 1985            | 1992            | 2001            | 2011            | 2021            |                 |
| Население                                     | 11088           | 11893           | 11506           | 11006           | 11871           | 11959           | 11326           | 10492           | 9681            | 8987            |                 |
| Източници: Национален Статистически Институт, |                 |                 |                 |                 |                 |                 |                 |                 |                 |                 |                 |

### Населени места
Общината има 13 населени места с общо население от 8987 жители към 7 септември 2021 г.
| Населено място | Население (2021 г.) | Площ на землището km2 | Забележка (старо име) | Населено място | Население (2021 г.) | Площ на землището km2 | Забележка (старо име)          |
| -------------- | ------------------- | --------------------- | --------------------- | -------------- | ------------------- | --------------------- | ------------------------------ |
| Алдомировци    | 1434                | 36,582                |                       | Извор          | 143                 | 11,047                |                                |
| Бахалин        | 1                   | -                     | в з-щето на с. Извор  | Пищане         | 14                  | 9,082                 |                                |
| Братушково     | 31                  | 10,203                |                       | Повалиръж      | 3                   | 6,158                 |                                |
| Бърложница     | 81                  | 8,300                 |                       | Радуловци      | 22                  | 9,533                 |                                |
| Гургулят       | 19                  | 10,419                |                       | Ракита         | 28                  | 14,880                |                                |
| Гълъбовци      | 147                 | 18,067                |                       | Сливница       | 7028                | 42,816                |                                |
| Драготинци     | 36                  | 10,326                |                       | ОБЩО           | 8987                | 187,433               | 1 населено място е без землище |

## Административно-териториални промени
- Указ № 546/обн. 15.09.1964 г. – признава с. Сливница за гр. Сливница;
- Указ № 970/обн. 04.04.1986 г. – признава м. Извор за с. Извор.

## Политика

### Награди за Община Сливница
- Победител в категория „Инвестиции и работни места“, раздел „малки общини“, в онлайн конкурса „Кмет на годината, 2017“. Приз за кмета Васко Стоилков за привличане на инвеститори и разкриване на работни места.

## Транспорт
През територията на общината преминават два участъка от Железопътната мрежа на България с обща дължина от 25,3 km:
- от северозапад на югоизток, на протежение от 14 km – участък от трасето на жп линията Калотина – София – Пловдив – Свиленград;
- началният участък от 11,3 km от трасето на жп линията Алдомировци – Габер.

През общината преминават частично 3 пътя от Републиканската пътна мрежа на България с обща дължина 48,2 km:
- участък от 13 km от Републикански път I-8 (от km 16,8 до km 29,8);
- участък от 19,6 km от Републикански път III-811 (от km 10 до km 29,6);
- началният участък от 15,6 km от Републикански път III-8112 (от km 0 до km 15,6).

## Топографска карта
- Лист от карта K-34-46. Мащаб: 1 : 100 000.
- Лист от карта K-34-47. Мащаб: 1 : 100 000.